# Morena Tartagni
Milena Morena Tartagni née le 21 septembre 1949 à Predappio, est une ancienne cycliste italienne.

## Palmarès
- 1967
  - 2e du championnat d'Italie sur route
- 1968
  -  Championne d'Italie de vitesse
  -  Championne d'Italie de poursuite
  - 3e du championnat du monde de cyclisme sur route
- 1969
  -  Championne d'Italie sur route
- 1970
  - 2e du championnat du monde de cyclisme sur route
  - 2e du championnat d'Italie sur route
- 1971
  - 2e du championnat du monde de cyclisme sur route
  - 2e du championnat d'Italie sur route
- 1972
  - 3e du championnat d'Italie sur route
- 1973
  - 2e du championnat d'Italie sur route
- 1975
  - 3e du championnat d'Italie sur route
- 1976
  - Trofeo Alfredo Binda-Comune di Cittiglio